# Plaza Miranda

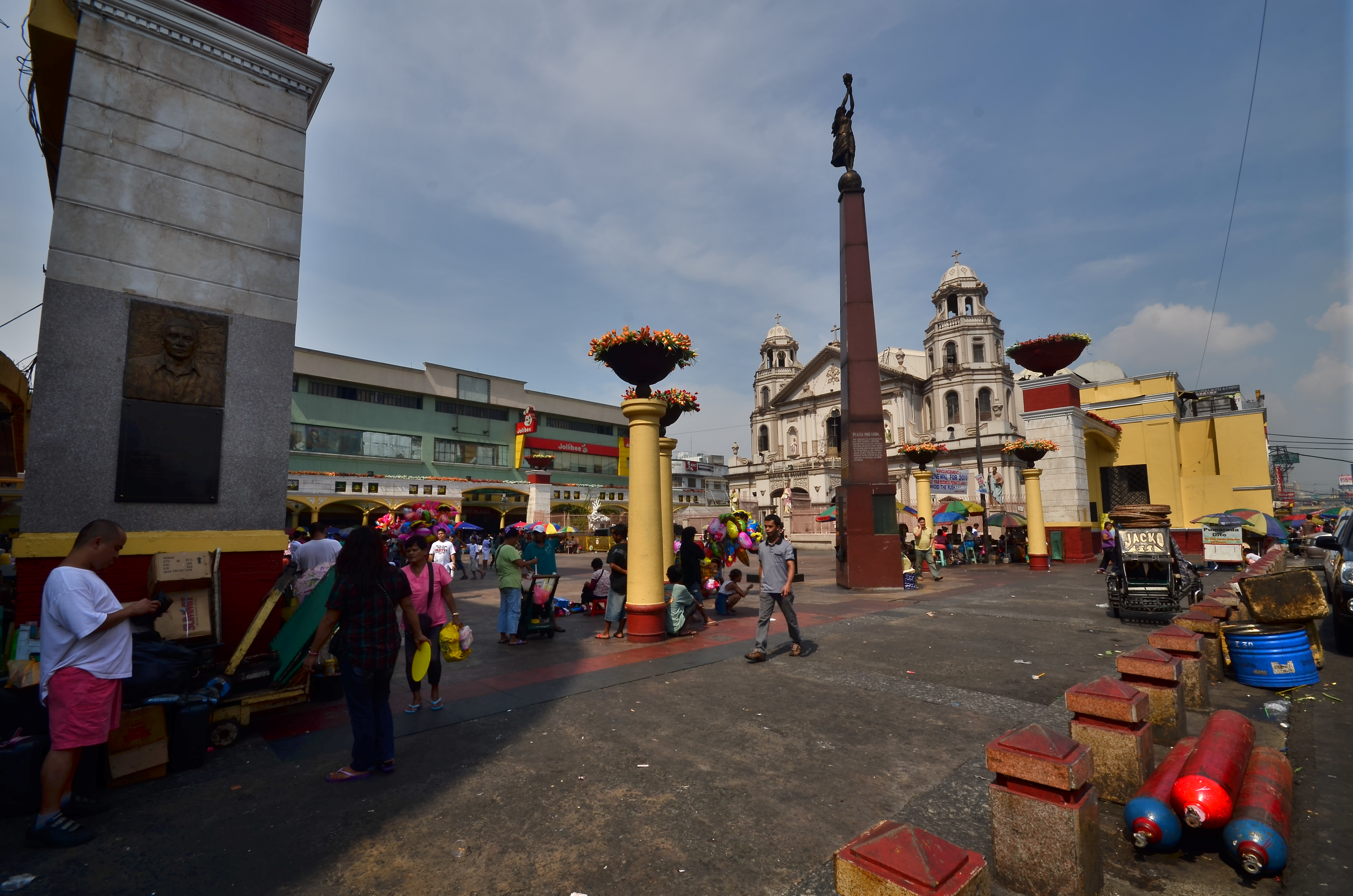
Plaza Miranda met op de achtergrond Quiapo Church

Plaza Miranda is een plein in het district Quiapo in de Filipijnse hoofdstad Manilla. Het plein wordt begrensd door Quezon Boulevard, R. Hidalgo Street en Evangelista Street.  Aan het plein ligt Quiapo Church, waar elk jaar miljoenen rooms-katholieken in januari met een massale processie het Feest van de zwarte Nazarener vieren.
Op 21 augustus 1971 kwamen bij een bomaanslag op Plaza Miranda tijdens een campagnebijeenkomst van de Liberal Party negen mensen om het leven en raakten ruim 100 mensen gewond. Onder de gewonden waren ook enkele prominente politici van de Liberal Party.